# Aimé, Jean-Pierre et Michel Gallon
Pour les articles homonymes, voir Gallon (homonymie).
Aimé, Michel et Jean-Pierre Gallon est un élevage français de taureaux de combat fondé en 1956 par Aimé Gallon, et repris  par ses fils Michel, puis Jean-Pierre Gallon. Il porte désormais le nom des descendants de la famille : Aimé Gallon et fils. 

## Présentation  et historique
Le domaine s'étend sur 400 hectares dont 100 sont consacrés à la culture du foin de Crau, un herbage classé AOC , à Mas-Thibert.
L'élevage d'origine a été composé, dans les premières années, avec du bétail camarguais de la très ancienne manade Lescot (1875). Par la suite Aimé Gallon y a ajouté un reproducteur d'origine Juan Pedro Domecq, puis dans les années 1990, deux sementales et une centaine de vaches provenant de la ganadería Sampedro de la province de Séville, également de souche Juan Pedro Domecq. 
L'élevage est réparti dans deux enclos différents : dans l'un les vaches d'origine ancienne avec un étalon, dans l'autre les vaches et les étalons achetés aux frères Sampedro.
Sa devise est vert et noir, la propriété est située au Mas d'Icard, dans le village de Mas-Thibert, département des Bouches-du-Rhône. 
La première novillada avec picador d'un taureau Gallon remonte à 1978.

## Dates et taureaux importants
Le 20 mai 1993, l'élevage a fourni le bétail pour une novillada de qualité à Lunel où s'est illustré le novillero Ricardo Ortiz, devant le novillo Campero(n° 40). Ortiz est devenu depuis matador. 
Le 26 septembre 2004,  au cours d'une corrida à Céret Léopoldo de Cassassola a coupé deux oreilles au taureau Despierdito (n°91)
Le 24 juin 2005, Jérémy Banti a été vainqueur du concours de novillada piquée à Tarascon avec Giraldito (n°70)
Le 18 juin 2006, Luis Vilches a été vainqueur de la corrida-concours à Aire-sur-l'Adour avec Opulento (n° 105) 
Le 1er mars 2010  au festival de Arzacq Francisco Marco a coupé une oreille au taureau Seladero (n°124) En février de cette même année Julien Lescarret a triomphé avec le novillo Aceitero (n° 88).
Le 29 août 2015, à Iniesta (province de Cuenca), les frères Gallon font leur présentation en Espagne. La corrida est un succès pour l'éleveur puisque 8 oreilles et une queue sont coupées. Le matador Morenito de Aranda indulte (« gracie ») le toro Odalisco. Michel Gallon et les 3 toreros sortent des arènes en triomphe.